# Alfa Romeo Alfetta
L'Alfa Romeo Alfetta est une berline sportive du segment moyen-supérieur, produite de 1972 à 1984 par la firme milanaise Alfa Romeo.

## Histoire
Développée sous le nom de code de « projet no 116 », l'Alfetta a été le fruit du trouble qui régnait en 1969 sur le plan marketing au sein d'Alfa Romeo. La révolution culturelle de cette décennie avait modifié le modus vivendi de la société italienne, allant parfois à l'encontre des goûts personnels. En effet, on doutait au sein de la marque que les silhouettes des 1750 et Giulia pouvaient être maintenues avec les formes géométriques de ces années, mais il n'était pas question non plus de mécontenter la clientèle traditionnelle de la marque. Dans un premier temps, il a été décidé de mettre à jour la 1750 avec des touches esthétiques et une nouvelle motorisation plus « européenne », modèle qui débute en 1971 en utilisant la dénomination 2000. Cette même année, il a été finalement décidé de lancer le projet "116", mis de côté un an plus tôt.
Le Centro Stile Alfa, dirigé par Giuseppe Scarnati, prépara ainsi une voiture intermédiaire entre la "2000" et la "Giulia", en mesure de remplacer la première qui avait perdu du terrain sur le plan des ventes. Les lignes tendues et anguleuses et une attention particulière à l'espace intérieur reprenaient le schéma traditionnel des berlines sportives, secteur dans lequel la marque était considérée à l'époque comme l'une des plus représentatives.
Afin de souligner la liaison étroite entre les modèles de série et la tradition sportive d'Alfa Romeo, il a été choisi le nom d'Alfetta, officialisant le surnom utilisé par les tifosi pour les Alfa Romeo 158 et 159 de Grand Prix qui remportèrent le championnat du monde en 1950 et 1951 avec Nino Farina et Juan Manuel Fangio.
Il convient de citer l'intervention imprévue de Giorgetto Giugiaro chargé en 1968 d'élaborer le nouveau coupé Alfa. Il terminait les plans de ce qui devait devenir l'Alfetta GTV.
Le nouveau modèle se révèle réussi, aussi bien du point de vue esthétique que des prestations. Mais des polémiques prévisibles se déchainent entre les « Alfistes » modernes et ceux plus traditionalistes. Sans prendre une véritable décision, la marque essaya de contenter les deux tendances en laissant la "2000" en production jusqu'en 1976 et la "Giulia" jusqu'en 1978. Pour cette raison, l'Alfetta a été gênée au départ par la concurrence interne, néanmoins elle réalisa une belle carrière et s'imposa comme une des références de sa catégorie

## Le châssis

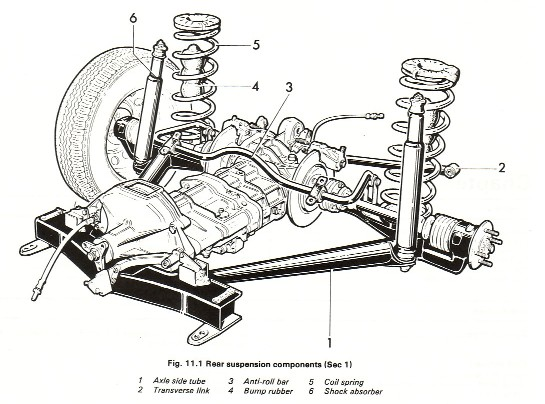
Transmission Transaxle

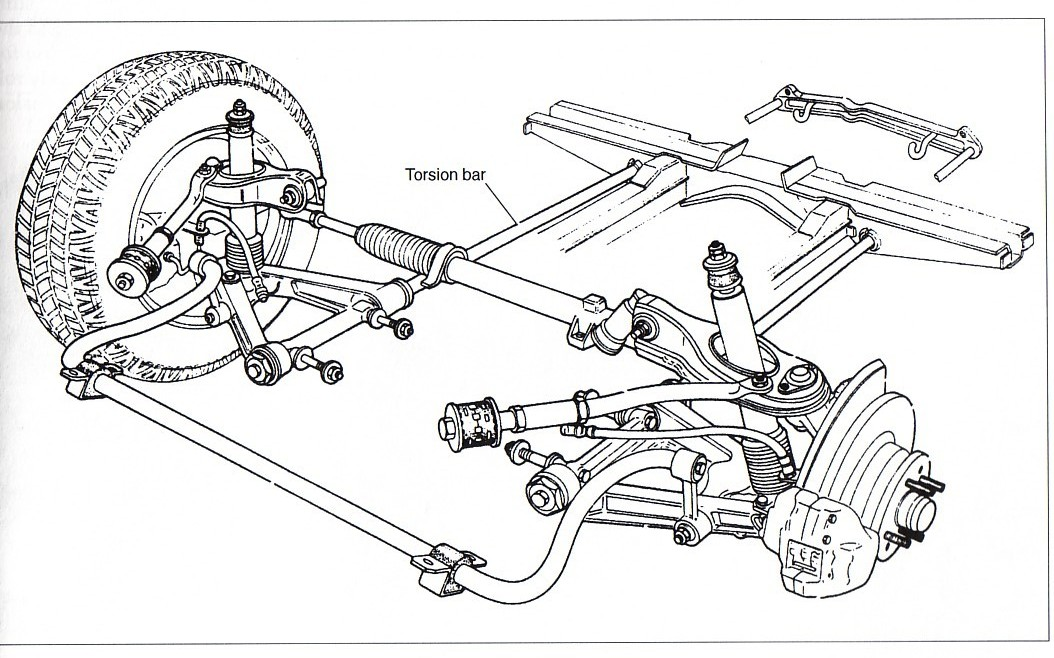
Train avant de l'Alfetta

La nouvelle Alfetta hérite de technologies issues directement des Alfa 158/159 de compétition. Elle est la première Alfa Romeo de série à être équipée de la fameuse transmission transaxiale, c'est-à-dire que l'embrayage, la boîte de vitesses, le différentiel et les disques de frein sont réunis en un seul bloc sur le pont arrière. Ce schéma permet d'optimiser la répartition des masses entre l'avant et l'arrière (50/50).
Elle inaugure aussi le train arrière avec pont de de Dion et parallélogramme de Watt, un système qui permet aux deux roues arrière d'être plus indépendantes l'une de l'autre et assure donc une meilleure géométrie dans les virages. Il faut savoir qu'à cette époque la majorité des propulsions étaient équipées d'un pont rigide. Sur le train avant, l'Alfetta reçoit des double triangles, les triangles inférieurs étant chacun reliés à une barre de torsion faisant office de ressort. Enfin les trains avant et arrière sont munis chacun d'une barre antiroulis.
Le freinage est assuré par 4 freins à disque, assisté par servo-frein et à double circuit.

## La première série (1972 - 1975)
Pour le lancement de l'Alfetta, la tradition Alfa Romeo est conservée avec le moteur en aluminium à double arbre à cames. Les premières Alfetta étaient proposées avec une évolution du moteur de l'Alfa Romeo 1750, avec deux carburateurs à double corps et qui développait 122 ch.

## La deuxième série (1975 - 1979)

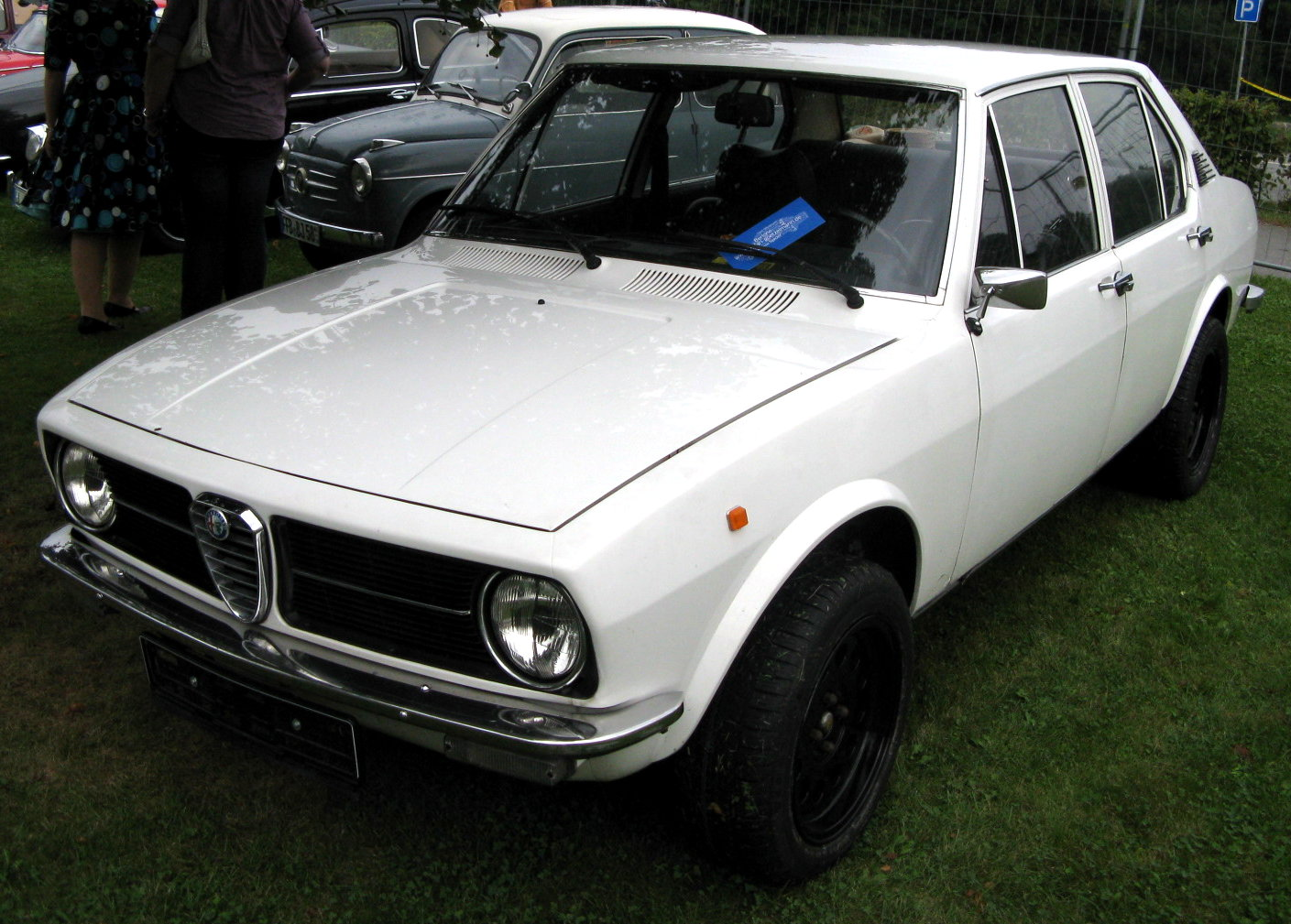
Alfetta 1.6 L

Entre 1974 et 1975, crise pétrolière oblige, Alfa Romeo élargit la gamme avec une version 1,6 litre (1 570 cm³) de 109 ch et une version Turbo Diesel avec un moteur VM Motori de 2 litres développant 82 ch. La version 1.8 a droit à des modifications intérieures et extérieures. La version 1.6, qui avait jusque-là la particularité de n'avoir que deux phares, aura droit à partir de 1977 aux quatre phares de la version 1.8, ce qu'on appellera les versions unifiées. La même année, l'Alfetta 2000 est vendue en Europe avec le bloc en aluminium réalésé à 1 962 cm³ pour développer 130 ch toujours à l'aide de deux carburateurs à double corps.

## La troisième série (1980 - 1984)

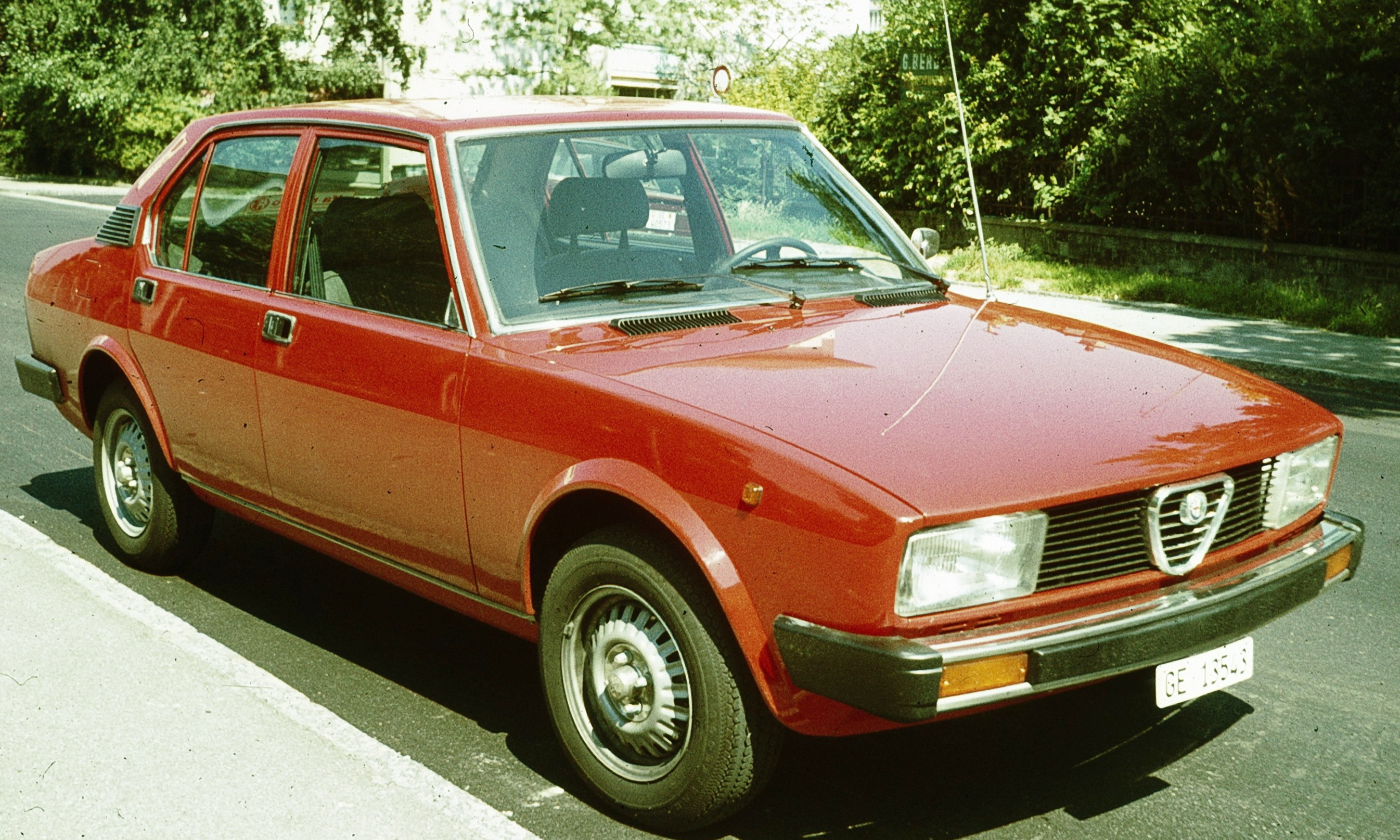
Alfetta 1980

En 1982, Alfa Romeo voulant suivre les effets de mode de cette époque et rajeunir son image, les quatre phares ronds sont remplacés par deux phares rectangulaires. Toutefois, ce restylage ne fit pas l'unanimité des passionnés de la marque, car ces quatre phares ronds rappelaient la mythique Giulia. Les versions 1,6 l et 1,8 l seront produites jusqu'en 1983. En 1981, l'Alfetta 2000 fut renommée Alfetta 2 litres et l'année suivante la version "Quadrifoglio Oro" fut la version ultime et la plus luxueuse. En plus d'avoir conservé les 4 phares ronds avec une calandre scudetto spécifique, elle était équipée de toutes les options disponibles au catalogue : des inserts chromés sur toute la carrosserie, des jantes alliage, une sellerie haut de gamme, volant, pommeau et placages en bois. Elle inaugura le moteur 2 l injection de 130 ch avec variateur de phase qui permit d'améliorer la plage de couple.
Cette dernière version donna à l'Alfetta une image luxueuse afin de préparer le terrain pour sa future remplaçante.
La production de l'Alfetta s'arrêta en 1984 et elle sera remplacée par l'Alfa Romeo 90.

## Production Alfetta berline
| Version                                                             | Années                                                              | Production |
| ------------------------------------------------------------------- | ------------------------------------------------------------------- | ---------- |
| Alfetta                                                             | 1972 - 74                                                           | 104 454    |
| Alfetta (Conduite à droite)                                         | 1972 - 78                                                           | 2 011      |
| Alfetta 1.8                                                         | 1975 - 83                                                           | 67 738     |
| Alfetta 1.6                                                         | 1975 - 83                                                           | 77 103     |
| Alfetta 2000                                                        | 1976 - 77                                                           | 34 733     |
| Alfetta 2000 (Conduite à droite)                                    | 1977                                                                | 1 450      |
| Alfetta 2000 L                                                      | 1978 - 80                                                           | 82 660     |
| Alfetta 2.0                                                         | 1981 - 84                                                           | 48 750     |
| Alfetta 2000 LI America                                             | 1978 - 81                                                           | 8 862      |
| Alfetta 2000 Turbodiesel                                            | 1979 - 84                                                           | 22 297     |
| Alfetta Quadrifoglio Oro                                            | 1982 - 84                                                           | 20 629     |
| Alfetta CEM                                                         | 1983                                                                | 991        |
| Alfetta 2.4 Turbo Diesel                                            | 1983 - 84                                                           | 7 654      |
| Total Note: Chiffres non officiels (source : QuattroRuoteClassiche) | Total Note: Chiffres non officiels (source : QuattroRuoteClassiche) | 475 719    |

### Production à l'étranger
Comme beaucoup d'autres modèles de la marque milanaise, l'Alfetta a été assemblées par la filiale Alfa Romeo South Africa en Afrique du Sud jusqu'en 1984.
Une première petite série d'Alfetta 1800 a été assemblée en 1973 dans l'usine Alfa Romeo de Rosslyn, située près de Prétoria mais, à partir de 1974, les Alfetta Sud-Africaines ont été assemblées dans la nouvelle usine qu'Alfa Romeo a construite à Brits. 
L’Afrique du Sud a été l’un des deux marchés à disposer d'une Alfetta GTV6 Turbo, avec un turbocompresseur Garrett. On estime que 750 exemplaires ont été assemblés avant que la production ne cesse en 1984. Le constructeur a également fabriqué en Afrique du Sud un modèle spécifique : la GTV6 3.0 L, bien avant le lancement officiel du moteur Alfa Romeo V6 3.0 L usine, en 1987. 212 exemplaires ont été construits en Afrique du Sud pour une homologation en course. Les 6 derniers exemplaires GTV-6 3.0 ont bénéficié de l'injection électronique à la place des carburateurs. À ce jour, la GTV-6 reste la quintessence d’Alfa Romeo pour les Sud-Africains.

### Alfa Romeo GTV6 3.0
La GTV6 3.0 était présentée comme la voiture de sport de série la plus puissante jamais construite par Alfa Romeo. Elle était issue d'une coopération entre Alfa Romeo South Africa et Autodelta, la division sport & course d'Alfa Romeo. La voiture a été développée principalement pour la course. Pour cela, il a fallu construire 200 exemplaires à usage civil pour obtenir son homologation. Le but des responsables sud-africains était de concurrencer la BMW 535i, équipée d'un moteur de 3,5 litres. Le nouveau moteur Alfa Romeo de 3 litres a démontré sa supériorité en la battant à de très nombreuses reprises. La GTV6 a remporté sa première victoire dans la course de deux heures du Groupe 1 International à Kyalami en 1983, les 1re et 2e places dans la classe Groupe 1 des Trois heures de Castrol à Killarney et sa victoire au classement du World Endurance Championship de 1 000 km à Kyalami en décembre 1983. Le moteur Alfa Romeo avait une cylindrée de 2 934 cm3 et développait 174 Ch DIN, la vitesse de pointe 224,2 km/h et l'accélération de 0 à 100 km/h est de 8,36 secondes.

## Modèles dérivés
À partir de l'excellente base que représentait la berline Alfetta, en conservant en grande partie la mécanique et en raccourcissant légèrement le châssis, le constructeur milanais  en dériva en 1974, un magnifique modèle sportif à classer dans la catégorie des grands coupés pouvant accueillir confortablement quatre adultes, choix délibéré de sa part alors que l'époque regorgeait de modèles calqués sur le principe des 2+2 places, avec les 2 places arrière très symboliques. Connue d'abord sous le nom d'Alfetta GT, équipée du moteur 1 800 cm3, elle évoluera en Alfetta GT/GTV équipée de moteurs 1 600 et 2 000 cm3 puis, en GTV6 avec un moteur V6 de 2 500 cm3
En 1984, la filiale Alfa Romeo South Africa, en collaboration avec Autodelta, réalisera 212 exemplaires d'une version « civile » de l'Alfetta GTV6 3.0, avec conduite à droite afin de faire homologuer les exemplaires destinés aux courses.

## Future Alfetta (2027)
Alfa Romeo travaille sur une future Alfetta, qui serait mi-berline mi-SUV et électrique. 
L'Alfetta, à cheval sur plusieurs segments, reposera sur la plate-forme STLA Large avec un ou deux électromoteurs.